# 亀川哲也
亀川 哲也（かめかわ てつや 1891年12月21日 - 1975年6月21日）は、日本の思想家、国家主義者。民間人ではあるが二・二六事件に関与した（詳細は同事件の記事を参照のこと）。

## 経歴
1891年（明治24年）、沖縄県宮古島に生まれる。宮古島にいたころの名前は天久恵栄と名乗っていた。沖縄県立第一中学校を卒業後、宮古島に戻り島の小学校の代用教員を務めた後、台湾総督府、会計検査院、逓信省に勤務。その間、早稲田大学に入学する。二・二六事件当時は東京で経済研究所を主宰していた
二・二六事件に関与したことが反乱罪に当たるとして東京陸軍軍法会議で無期禁錮が確定するも、1938年（昭和13年）2月21日に恩赦により禁錮20年に減刑された。事件で追われる身となった亀川を匿った容疑で元逓信大臣の久原房之助と代議士の津雲国利が起訴されたが、同年5月6日に無罪の判決を得ている。